# 3C 371
 (septembre 2024).
Améliorez-le ou discutez des points à vérifier. 
3C 371, également nommée NRAO 548 et QSO B1807+698, est un blazar à haute énergie de la constellation du Dragon. Selon les valeurs de décalage vers le rouge enregistrées par le GALEX, le blazar 3C 371 se situerait à 730 millions d'années-lumière soit 230 millions de parsecs.

## Histoire observationnelle
3C 371 a premièrement été observé en 1959 par une équipe de cinq astronomes américains à l'aide du VLA, il sera identifié comme un source radio hyperlumineuse mais il sera premièrement observé comme un blazar par Miller en 1975, et fait partie des BL Lacs les plus proches et les plus brillants. L'émission du jet optique de 3C 371 a été détectée pour la première fois dans des images prises par un télescope terrestre par Nilsson et al. en 1997, et ce jet sera confirmé par Scarpa et al. à l'aide du télescope spatial Hubble en 1999. Il existe des photos de cet objet datant de 1895 mais il n'avait pas encore été identifié, et elles suggèrent que la magnitude de cet objet peut varier de ± 1,5.

## Propriétés physiques
Le blazar 3c 371 siège au centre de la galaxie elliptique géante PGC 61417 de type morphologique E, elle a été découverte en 1975 par une équipe d'astronomes à l'aide du télescope de l'observatoire Lick grâce à sa forte raie d'absorption. Les raies spectrales de 3c 371 sont divisées en trois parties ; la première est la raie d'absorption de la galaxie PGC 61417, la deuxième est une raie d'émission très énergétique qui émet en continu et la troisième est une raie d'atomes ionisés généralement observée dans les galaxies elliptiques géantes ainsi que dans les radiogalaxies. Les trois raies spectrales de 3c 371 semblent être similaires au spectre de la galaxie NGC 1052, l'environnement du blazar serait très pauvre en métaux et éléments lourds. La mesure du flux de polarisation a montré que 3c 371 est un blazar variable optiquement violent (Quasar OVV), dont la lumière varie de plus de 20% dans des échelles de temps de l'ordre d'un jour. 3c 371 est un objet classifié comme "intermédiaire", il est un quasar, objet BL Lacertae et une galaxie elliptique géante en même temps. 3c 371 et aussi doté de deux jets relativistes montrant une très forte polarisation optique. Ces derniers occupent 3 arcminutes du ciel total et 4 Kpc soit 13 000 al de long et leur direction se décale de 30 degrés par rapport au point d'émission. Selon une étude faite en 1997 à l'aide du VLA, la base des jets de 3c 371 serait entourée d'un bulbe de matière ionisé et très chaud, les jets de 3c 371 se termineraient en grands lobes radio qui s'étendraient sur 18 Kpc soit 58 700 al. Selon les scientifiques, les jets de 3c 371 sont très similaires à celui de M87*. Les jets sont irréguliers et composés de parties denses (la matière s'agglutine sous forme de nœuds). Les nœuds peuvent eux, s'étendre jusqu'à 20 Kpc soit 65 000 al de 3c 371, le blazar 3c 371 aurait une magnitude absolue de -22.4 à -22.6. Les jets de 3c 371 seront aussi étudiés par le VLBA, ce dernier n’identifiera aucun mouvement supraluminique malgré une surveillance fréquente.